# Stenocarpus dumbeensis
Espèce
Statut de conservation UICN

 EX  : Éteint
Stenocarpus dumbeensis est une espèce éteinte au sens UICN de plantes à fleurs du genre Stenocarpus de la famille des Proteaceae endémique de Nouvelle-Calédonie.